# 迅鯨 (初代)
迅鯨(じんげい)は、日本海軍の軍艦。
迅は訓読みで「すみやか」と読み、鯨は「くじら」と読むが特に雄のくじらを指し、迅鯨は海の王者くじらが疾走するさまを表現したもの
。

## 概要
フランス人技師レオンス・ヴェルニーの設計で、
横須賀造船所で建造、竣工まで8年近くの歳月を要した。
外海用御召艦として設計され室内設備が豪華であり、建造費も高額であった。
例えば御座などで14,490円がかかっている。

## 艦型
2檣スクーナー型の(木造)外輪船で、
外海用御召艦(快走御召船)になる。
艦種は『日本近世造船史』ではヨット、
『Conway』では外輪コルベット(paddle corvette)としている。
当初計画では3檣だったが、1876年(明治9年)にチボジエーの進言により2檣に改められた。
見た目の悪さ、中央檣の網具取り付けに外輪が邪魔になる、御座のある部屋の真上に檣がかかる、というのが理由だった。
船体を強固とするために、外板を二重傾斜式としていた。

### 機関
主機は斜置2気筒機械1基。横置機関とする文献もある。シリンダーの直径は58+2/8インチ(1,480mm)、行程は63インチ(1,600mm)。触面復水器を装備した。
ボイラーは高円缶4基、蒸気圧力は45ポンド/平方インチだった。

### 改造
1877年(明治10年)12月から試運転が開始されたが、
試運転の際はいつも軸が焼損しており、
軸の過熱を抑えるために回転数は14から15rpm、速力は7から7.5ノット程度しか出せなかった。
1880年(明治13年)1月23日(または22日)には遂にクランクシャフトが切断した。
また機械類の振動が激しく、
艦の動揺が激しい、石炭を260英トン(ほぼ満載)搭載した場合に吃水が計画より500mm以上超過し、外輪が水中に沈むことが多いなどの問題があった。
その他にボイラーで圧力30ポンド/平方インチ(計画は45ポンド/平方インチ)に堪えられる程度の強度しかない部分があるということも判った。
吃水の問題は石炭搭載量を180英トン(6昼夜分)に減らし、外輪の幅を減少させることが提案された。
当時イギリスから招いていた造船家フランシス・エルガーや扶桑に同乗して来日していた機関士A・ウィグソル(ウキッゼル)に助言を求めた。
振動などの主な原因は船体強度が弱いことで、その他の改造は費用、年月が掛かる割に効果が少ないと述べた。
そこで船体フレームの改造、機器据え付け部分の補強が行われ、
11月12日に試運転が行われた。
この時は逆風にもかかわらず、回転数19から20rpm、速力10.5ノットを出し、一時的には回転数21rpm、速力11.5ノットを出した。
吃水は前部13 ft 9 in (4.191 m)、後部14 ft 6 in (4.42 m)、平均14 ft 1+1⁄2 in (4.305 m)で計画の13 ft 1+1⁄2 in (4.00 m)より1ft(305mm)深く、排水量を矯正すれば予定の12ノットは達成可能と判断された。
エルガーは更なる改造が必要とし、11月22日に機関の改造命令が出された。
1881年(明治14年)2月4日にエルガー立ち会いの元に試運転を行い、前部吃水13 ft 10 in (4.22 m)、同後部14 ft 5 in (4.39 m)で回転数19から20rpm、速力11ノットを測定した。
また帰航のさいは前部吃水13.5ft(4.115m)、後部:14.5ft(4.420m)で回転数23rpm、速力12.5ノットを出したという。

### 要目
表の要目は主に『横須賀海軍船廠史』『帝国海軍機関史』『日本近世造船史明治時代』による。
その他の文献による要目は以下の通り。
- 『海軍省報告書』:排水量1,450.46英トン、垂線間長249 ft 3 in (75.97 m)、最大幅31 ft 5 in (9.58 m)、吃水前部13 ft 10 in (4.22 m)、後部15 ft 1 in (4.60 m)、速力9.5ノット、燃料石炭252英トン[35]
- 『Conway』:常備排水量1,465英トン、水線長76m、幅9.75m、吃水4.42m、速力14ノット[22]
- 『艦船名考』:排水量1,450トン、速力12ノット、馬力1400[1]
- 『聯合艦隊軍艦銘銘伝』:小砲4門[19]

## 艦歴

### 建造
明治5年4月(1872年5月頃)より設計に着手、
1873年(明治6年)
9月26日起工。
10月25日、横須賀造船所で新造の300馬力艦を迅鯨と命名。
1875年(明治8年)6月から翌年4月までは担当フランス人が帰省したため工事が中断した。
1876年(明治9年)
9月4日進水、進水式には東伏見宮彰仁親王が名代とし臨席した。
9月から10月にボイラー、主機等を据え付けた。
1877年(明治10年)4月から試運転を開始した。
1878年(明治11年)
2月12日、迅鯨の艦位は4等、定員は107人、員外に2人と定められた。
1880年(明治13年)1月に函館回航を命じられたため、石炭200英トンを搭載したところ、右舷前部フレームに破損を生じた。
改造
#改造を参照。

1881年(明治14年)
3月に艤装工事完了。
神戸回航
桂宮病気見舞として東久世議官と山口侍従長が京都出張を命じられたため、(紀伊大島までの)試運転を予定していた迅鯨は神戸港に回航することになった。
3月7日横須賀港から横浜港に回航、同地で試験官の赤松少将などが乗艦し3月8日横浜を出港した。
9日午後5時頃、紀州沖で機械フレームが損傷しているのが見つかり、
同日(午後9時)神戸港に到着、
同地で修理が行われた。
3月22日午前11時30分兵庫を出港したが、翌23日午前8時に左シリンダー内部から異音を発し、
23日急遽鳥羽港に寄港した。
24日同地出港、25日午後2時26分横浜港に帰港、
同日横須賀港に回航した。
6月13日横浜から横須賀に回航し、
同地で修理を行った。
7月3日(または7月4日)に東北巡幸の御召予備艦に指定されたため、
迅鯨は8月5日に東海鎮守府へ引渡された(竣工)。

### 1881年
東北巡幸
1881年(明治14年)
7月7日、迅鯨は修理出来次第回航と決められた。
7月29日、航海中の実地演習として兵学校の機関生徒13名が迅鯨に乗艦した。
迅鯨は8月13日横浜港を出港し、8月16日函館港に到着した。
8月22日午後3時
函館を出港し青森港に回航、29日同地を出港し、30日小樽港に入港した。
8月31日小樽発、9月1日函館港着、翌2日室蘭港に回航した。
9月5日青森港に回航、更に函館港に回航した。
9月7日明治天皇を乗せて函館発、青森に到着した。
9月17日青森発、20日横浜港に帰港した。
9月29日機関の試運転のために横浜港を出港、10月1日兵庫港に入港した。
10月4日同港を出港し、6日横浜港に帰港した。
12月27日迅鯨を御召艦とし、東海鎮守府所轄とした。

### 1882年
沖縄航海
1882年(明治15年)
3月15日横浜港から横須賀港に回航し、
横須賀造船所で修理を行った。
4月17日横須賀港を出港、翌18日外輪の一部が破損し暫く漂泊した。
また同日夜に米艦と衝突した。
4月19日兵庫港に到着し、
兵庫工作分局で21日から5月3日まで修理を行った。
5月6日兵庫港発、翌7日門司浦着、8日博多湾へ回航、10日長崎港に回航した。
5月13日同港発、15日那覇港に入港した。
5月18日同港発、19日名瀬港に入港した。
5月20日同港発、21日鹿児島に到着した。
5月24日同地発、26日左舷外輪の一部が破損し一時漂泊、5月27日品海に帰着した。
迅鯨は横須賀造船所で1882年(明治15年)8月4日から8月16日まで修理を行った。
京城事変
迅鯨は8月20日横須賀港を出港し、
8月24日下関に寄港、8月28日仁川港に到着した。
京城事変に参加。
8月31日仁川を出港し、
9月2日馬関に帰着した。翌3日同地出港、4日兵庫港に入港、
兵庫工作分局で修理を行った。
9月20日同地を出港し、22日横浜港に帰港した。
12月7日、迅鯨は御召艦の呼称はそのままに予備艦に指定された。

### 練習艦
1886年(明治19年)
2月25日(1月29日)に水雷術練習艦と定められ、
11月に機関を撤去した。
1890年(明治23年)
8月23日第三種に定められた。
1893年(明治26年)
12月海軍水雷術練習所に充当、
12月2日第五種に編入された。

### その後
1894年(明治27年)
海軍水雷術練習所付属となる
1896年(明治29年)
4月1日に雑役船に編入された。
1909年(明治42年)
1月25日に廃船となり、
5月12日売却済みの報告が出された。

## 艦長
※『日本海軍史』第9巻・第10巻の「将官履歴」に基づく。
- 坪井航三 少佐：1879年2月21日[59] - 8月19日
- 磯辺包義 中佐：1882年8月3日 - 8月6日
- 福島敬典 大佐：1882年8月19日 - 12月7日
- (心得)角田秀松 少佐：1886年2月15日 - 5月10日
- 森又七郎 大佐：1890年5月13日 - 1891年6月17日
- 田中綱常 大佐：1891年6月17日 - 12月14日
- 諸岡頼之 大佐：1891年12月14日 - 1892年11月7日
- 森又七郎 大佐：1892年11月7日 - 1893年12月2日